# جون كارتر روز
جون كارتر روز (بالإنجليزية: John Carter Rose)‏ هو قاضي ومحامي أمريكي، ولد في 27 أبريل 1861، وتوفي في 26 مارس 1927.